# На знак протесту
«На знак протесту» — радянський художній фільм 1989 року, знятий режисером Леонідом Павловським на Одеській кіностудії.

## Сюжет
У центрі розповіді історія взаємовідносин працівників станції технічного обслуговування та невдахи клієнта, який втратив надію отримати свій автомобіль.

## У ролях
- Валерій Бассель — Василь Іванович Петров
- Петро Вельямінов — Дем'ян Єгорович Пугачов
- Віктор Іллічов — Агапкін
- Сергій Никоненко — Микола Миколайович Рубакін-Юсупов, адвокат
- Микола Кочегаров — Андрєєв
- Борис Соколов — Лев Авер'янович Ніканоров
- Валентина Тализіна — Аглая Андріївна
- Юрій Соловйов — Лукін
- Олег Рогачов — Галкін, полковник
- В'ячеслав Жариков — сторож
- Зоя Буряк — Анечка
- Катерина Зінченко — Таня
- Оля Бойко — Олечка
- Віталій Баганов — епізод
- Геннадій Болотов — батько сержанта
- Василь Векшин — редактор
- Юрій Вотяков — представник МЗС
- Зінаїда Дехтярьова — Ольга, дружина Пугачова
- Сергій Зінченко — сержант
- Михайло Ігнатов — відвідувач виставки
- Валерій Мотренко — голова облвиконкому
- Борис Молодан — член міськкому
- Володимир Міняйло — художник
- Ігор Максимов — епізод
- Олександр Малигін — епізод
- Анатолій Падука — епізод
- Олександра Рославцева — епізод
- Микола Сльозка — працівник автосервісу
- Ігор Тільтиков — Толік, чоловік Тані
- Віктор Уральський — Недєлін, член міськкому
- Наталія Хорохоріна — Агапкіна
- Олег Щербінін — робітник автосервісу
- Віктор Козачук — епізод
- Валентина Губська — епізод
- М. Петренко — епізод
- В. Костецька — епізод

## Знімальна група
- Режисер — Леонід Павловський
- Сценарист — Сергій Бєлошников
- Оператор — Валерій Махньов